# Tolcayuca
Tolcayuca är en kommunhuvudort i Mexiko.   Den ligger i kommunen Tolcayuca och delstaten Hidalgo, i den sydöstra delen av landet, 60 km norr om huvudstaden Mexico City. Tolcayuca ligger 2 388 meter över havet och antalet invånare är 5 964.
Terrängen runt Tolcayuca är kuperad åt nordväst, men åt sydost är den platt. Runt Tolcayuca är det ganska tätbefolkat, med 134 invånare per kvadratkilometer. Närmaste större samhälle är Tizayuca, 14,7 km söder om Tolcayuca. Trakten runt Tolcayuca består i huvudsak av gräsmarker.